# Maceração (osso)

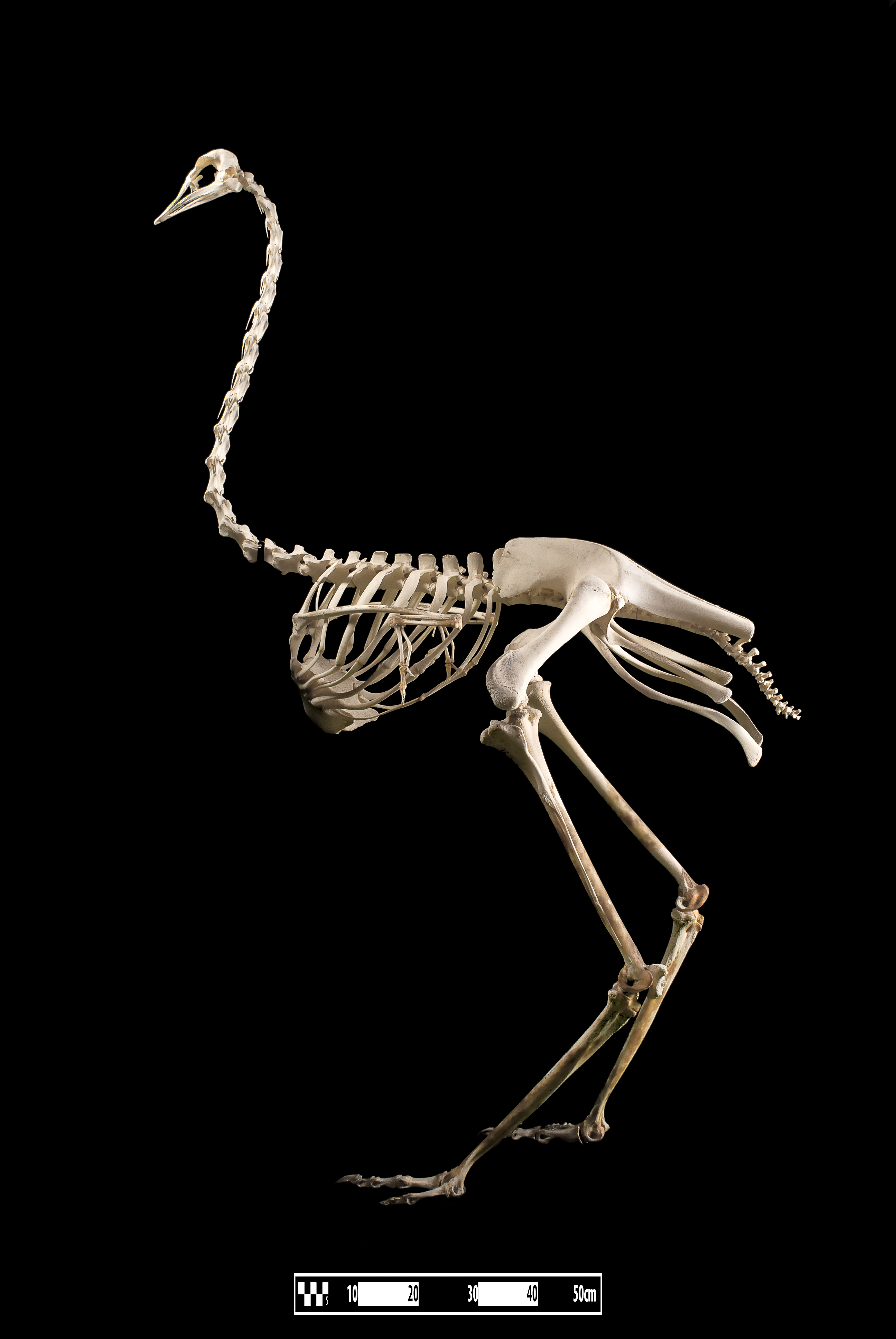
Esqueleto de avestruz, preparado com técnica de maceração.

Maceração é uma técnica de preparação de ossos na qual um esqueleto limpo é obtido a partir de uma carcaça de um vertebrado, deixando-a em decomposição em um recipiente fechado a temperatura quase constante. Na maioria dos casos, o propósito da maceração é educacional.

## Descrição
A maceração é uma forma controlada de putrefação, no estágio de decomposição no qual as proteínas das células são quebradas e consumidas por bactérias em condições anaeróbias. Normalmente se mantém uma temperatura ótima constante em um incubador. Esse processo gera odor forte e, por isso, normalmente é realizada em um recipiente fechado em uma área ventilada. É um método inadequado para limpar os ossos de peixes, visto que estes possuem um esqueleto flexível e pouco articulado.

## Processo

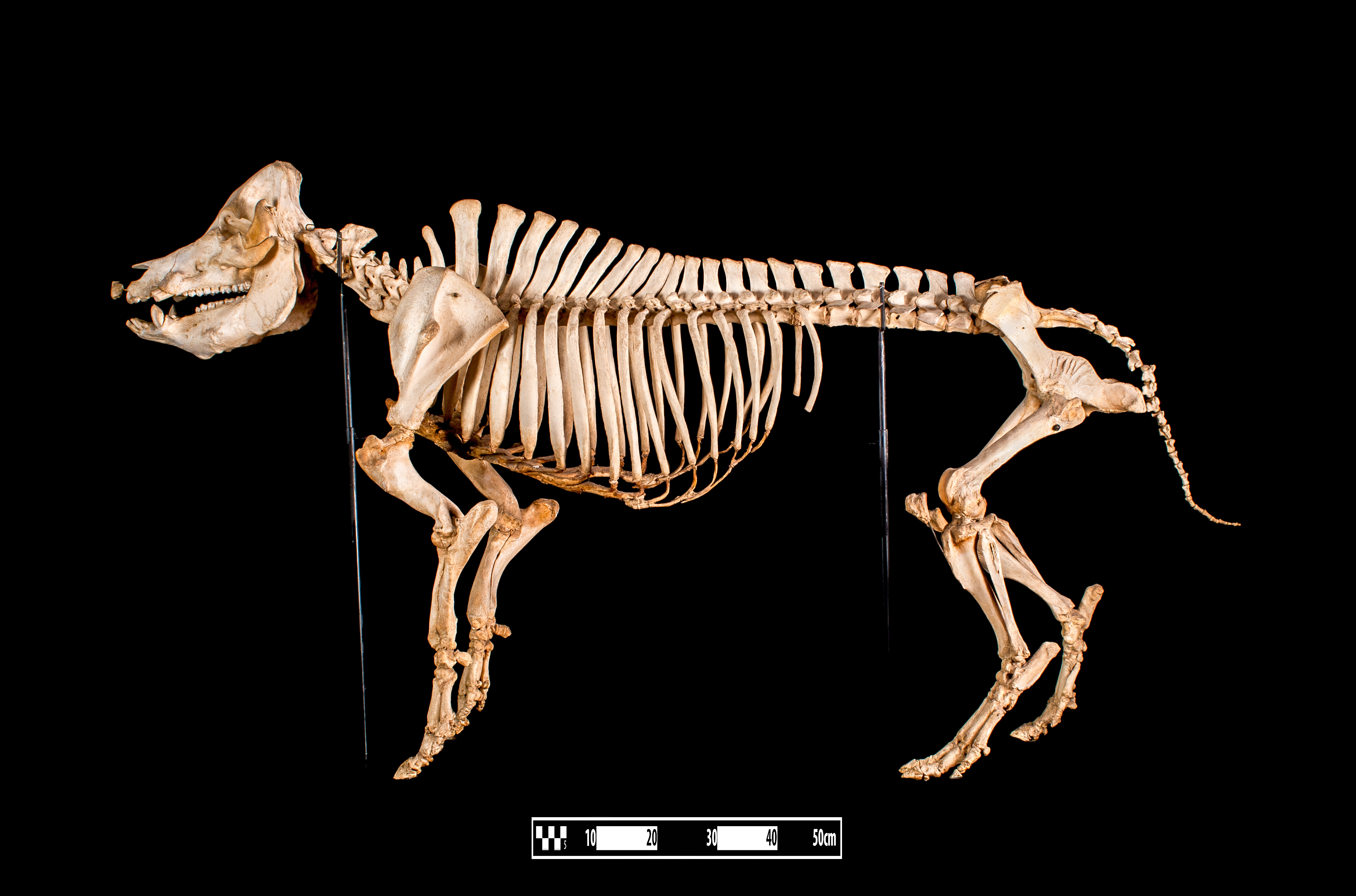
Esquele de um suíno de porte grande.

No processo de maceração, primeiramente, se remove a pele e o músculo, a mão e todos os órgãos internos. Neste processo, deve-se ter extremo cuidado ao se remover os globos oculares, as orelhas e os músculos jugulares, pois alguns ossos são ocos e quebradiços, como o meato acústico externo de muitos mamíferos. Normalmente não se retira a língua devido a sua ligação ao aparelho hioide. Porções rompidas da carcaça são normalmente mantidas em meias-calças de náilon. Então, água é adicionada a um recipiente e mantida a, aproximadamente, 35°C constantes. Sabão em pó com enzimas pode ser adicionado, já que irá amolecer o tecido. Um detergente ou emulsificante pode ser utilizado para remover ácidos graxos do osso. Quando a carcaça é posicionada no recipiente, bactérias decompositoras começam (ou continuam) a consumir as células do corpo e continuarão a fazê-lo desde que a temperatura seja mantida constante. Após alguns dias, a água é reabastecida para se manter as bactérias e pode-se remover mais músculo. A maioria dos animais de médio porte é macerado dentro de dez dias.
Lipídios e ácidos graxos no osso e no tecido adiposo tendem a manchar o osso de marrom. Biotex pode ser utilizado para clareá-lo, embora seu uso excessivo danifique o osso por conta do perclorato, deixando o objeto quebradiço.

## Finalização
Ao se completar a maceração, os ossos são removidos da solução e deixados para secar. Se o esqueleto é humano e o motivo de uma investigação, o antropólogo forense conduzirá um inventário e análise dos restos. Caso o indivíduo deva ser identificado, marcadores osteológicos ocupacionais e relacionados à idade serão identificados e medidas dos ossos providenciarão evidências sugerindo a altura e a etnia do indivíduo. Se o crânio estiver intacto, reconstrução facial forense é outra opção que pode auxiliar na identificação do indivíduo. Caso um crime seja estabelecido, um exame sem ultrapassar o tecido mole pode evidenciar qual arma foi utilizada ou qual a natureza dos ferimentos.
Na maior parte dos casos, animais são macerados para fins educacionais. Uma vez secos, os ossos são coletados, inventariados e, às vezes, etiquetados ou separados em locais etiquetados, todos os quais serão armazenados em um contêiner. Alternativamente, fios de aço são utilizados para organizar os ossos para que pareçam um esqueleto articulado, em posição anatômica. 